# Dobrudża północna
     Dobrudża północna
     Dobrudża południowa

Dobrudża północna
Dobrudża południowa na tle Rumunii i Bułgarii

Dobrudża północna (rum. Dobrogea de Nord) – północna część historycznej Dobrudży, znajdująca się obecnie w granicach Rumunii. Główne miasto to Konstanca.
Wschodnią granicę Dobrudży północnej tworzy wybrzeże Morza Czarnego. Granicę zachodnią i północną tworzy odcinek dolnego Dunaju - w przybliżeniu od miasta Tutrakan do ujścia. Do Dobrudży zalicza się również Deltę Dunaju. Na południu granicą jest granica państwowa z Bułgarią.
W obrębie Dobrudży wyraźnie wyróżnia się region delty Dunaju, która stanowi bagnistą równinę pocięta niezliczonymi kanałami, zbudowaną - i wciąż budowaną przez Dunaj - z osadów rzecznych. Południowo-zachodnią granicę delty Dunaju stanowi ramię Święty Jerzy.
Pozostałą część Dobrudży północnej zajmuje Wyżyna Dobrudży – wysoko położony region o zróżnicowanej powierzchni. Wyższa jest część północna, w skład której wchodzą pasma wzgórz. Wśród nich najwyższe są wzgórza Pricopan (Măcin) z kulminacją Țuțuiatul (467 m n.p.m.), leżące w łuku Dunaju. Wzgórza te, mimo niewielkiej wysokości bezwzględnej, robią wrażenie gór, ponieważ dominują nad leżącą niemal na poziomie morza doliną Dunaju. Między nimi a wzniesieniami Wyżyny Besarabskiej Dunaj tworzy swój ostatni przełom. Pozostałe pasma wzgórz to Nicolițel i Wzgórza Tulczańskie. Na południe od wzgórz leżą wyżyny Babadag i Casimcea, sięgające 401 m n.p.m. Dalej na południe Dobrudżę dzieli w poprzek obniżenie rzeczki Caraș, za którym leżą wyżyny Medgidia, Negru Vodă, Oltina i Istria. Wyżyna Dobrudży ciągnie się dalej aż do wzgórz Łudogoria, którego północny skraj również leży w granicach Dobrudży.
Wyżyna Dobrudży jest zbudowana z trzeciorzędowych wapieni i pokryta lessem, jedynie pasma wzgórz są zbudowane z granitu i kwarcytów. Wchłaniające wodę wapienne podłoże w połączeniu z warunkami klimatycznymi powoduje ubóstwo wód powierzchniowych. Rzeki Dobrudży są krótkie i z reguły okresowe. Niedostatek wody i ciepły klimat zaowocował stepowym charakterem regionu - udział lasów jest bardzo mały, najmniejszy w Rumunii. Z powodu suszy słabo rozwinięte jest również rolnictwo, tym niemniej uprawia się tu kukurydzę i winorośl.
Wybrzeże Dobrudży na odcinku delty Dunaju i na południe od niej ma charakter lagunowy; znajdują się tu największe jeziora Rumunii. Natomiast odcinek wybrzeża na południe od Konstancy stanowi stromy wapienny klif.
Klimat Dobrudży jest umiarkowany kontynentalny. Jest to najsuchszy spośród regionów Rumunii - roczne opady nie przekraczają 450 mm. Zimy są bardzo łagodne, lata gorące. Wzdłuż wybrzeża Morza Czarnego rozsiane są liczne kąpieliska.